# Cartoblatta formosana
Cartoblatta formosana är en kackerlacksart som först beskrevs av Heinrich Hugo Karny 1915.  Cartoblatta formosana ingår i släktet Cartoblatta och familjen storkackerlackor.
Artens utbredningsområde är Taiwan. Inga underarter finns listade.